# Sierra del Escudo
Sierra del Escudo este o arie protejată (arie specială de conservare — SAC, sit de importanță comunitară — SCI) din Spania întinsă pe o suprafață de 3.198,19 ha, integral pe uscat.

## Localizare
Centrul sitului Sierra del Escudo este situat la coordonatele 43°04′47″N 3°55′27″W / 43.0796°N 3.9242°V.

## Înființare
Situl Sierra del Escudo a fost declarat sit de importanță comunitară în februarie 1999 pentru a proteja 3 specii de animale. Situl a fost protejat și ca arie specială de conservare în aprilie 2019.

## Biodiversitate
Situată în ecoregiunea atlantică, aria protejată conține 13 habitate naturale: Ape oligotrofe din câmpii nisipoase, cu un conținut foarte redus de minerale (Littorelletalia uniflorae), Formațiuni ierboase bogate în specii de Nardus, dezvoltate pe substraturi silicioase în zone montane (și în zone submontane, în Europa continentală), Păduri de Ilex aquifolium, Păduri de stejar sau de stejar și carpen sub-atlantice și medio-europene de Carpinion betuli, Pajiști uscate europene, Depresiuni pe substraturi de turbă de Rhynchosporion, Pante stâncoase calcaroase cu vegetație casmofită, Mlaștini turboase de tranziție și turbării mișcătoare, Pajiști uscate seminaturale și facies de acoperire cu tufișuri pe substraturi calcaroase (Festuco-Brometalia) (* situri importante pentru orhidee), Turbării active, Fânețe de joasă altitudine (Alopecurus pratensis, Sanguisorba officinalis), Păduri de fag acidofile atlantice, cu subarboret de Ilex și, uneori, de asemenea, Taxus, la nivelul arbuștilor (Quercion robori-petraeae sau Ilici-Fagenion), Pajiști umede atlantice temperate cu Erica ciliaris și Erica tetralix.
La baza desemnării sitului se află mai multe specii protejate de  nevertebrate (3): fluturele auriu (Euphydryas aurinia), rădașcă (Lucanus cervus), Phengaris nausithous
Pe lângă speciile protejate, pe teritoriul sitului au mai fost identificate 1 specie de mamifere.